# Кожениця (Лодзинське воєводство)
Кожениця (пол. Korzenica) — село в Польщі, у гміні Блашки Серадзького повіту Лодзинського воєводства.
Населення — 118 осіб (2011).
У 1975—1998 роках село належало до Серадзького воєводства.

## Демографія
Демографічна структура станом на 31 березня 2011 року:
|          | Загалом | Допрацездатний вік | Працездатний вік | Постпрацездатний вік |
| -------- | ------- | ------------------ | ---------------- | -------------------- |
| Чоловіки | 59      | 11                 | 39               | 9                    |
| Жінки    | 59      | 11                 | 33               | 15                   |
| Разом    | 118     | 22                 | 72               | 24                   |